# Národní souručenství
Le Parti national (en tchèque : Národní souručenství, abrégé en NS et en allemand : Nationale Gemeinschaft) était le seul parti politique autorisé du protectorat de Bohême-Moravie et y adhérer était obligatoire. La création du parti était une conséquence de l'occupation de la Tchécoslovaquie par les nazis et résultait de la fusion de Strana národní jednoty (cs) et du Národní strana práce (1938) (cs) le 21 mars 1939 à l'appel de Emil Hácha. Il fut décrété parti unique le 6 avril.